# Hercules (Kalifornia)
Hercules város az Amerikai Egyesült Államok Kalifornia államában, Contra Costa megyében. Lakosainak száma 26 016 fő (2020. április 1.).

## Népesség
A település népességének változása:

| 2010 | 24 060 |
| 2020 | 26 016 |